# Pacte de Varsovie
Le Traité d'amitié, de coopération et d'assistance mutuelle (en russe : Организация Варшавского договора), dit « pacte de Varsovie » est une ancienne alliance militaire groupant les pays d'Europe de l'Est avec l'URSS dans un vaste ensemble économique, politique et militaire. Il est conclu le 14 mai 1955 entre la plupart des pays communistes du bloc soviétique par un traité d’amitié, de coopération et d’assistance mutuelle. Nikita Khrouchtchev, qui en fut l'artisan, l'avait conçu dans le contexte de la guerre froide comme un contrepoids à l'Organisation du traité de l'Atlantique nord (OTAN) qui avait vu le jour en avril 1949.
La principale raison ayant motivé la formation du pacte de Varsovie, selon l'exposé des motifs, fut l'adhésion de la République fédérale d'Allemagne « en voie de remilitarisation » au traité de l'Atlantique nord au moment de la ratification des accords de Paris le 9 mai 1955.
L'alliance issue du pacte de Varsovie est dissoute en juillet 1991.

## Traité d'amitié, de coopération et d'assistance mutuelle
Connu sous le nom de pacte de Varsovie, le Traité d'amitié, de coopération et d'assistance mutuelle se compose d'un préambule et de onze articles. Il est signé à Varsovie le 14 mai 1955 en quatre exemplaires, un en russe, un en polonais, un en tchèque et un en allemand.
Le préambule justifie ce traité par « la situation qui s’est créée en Europe par suite de la ratification des accords de Paris qui prévoient la formation d’un nouveau groupement militaire sous la forme de « l’Union de l'Europe occidentale » avec la participation de l’Allemagne occidentale en voie de remilitarisation et avec son intégration au bloc nord-atlantique, ce qui augmente le danger d’une nouvelle guerre et crée une menace à la sécurité nationale des États pacifiques » d'Europe de l'Est.
Le traité de Varsovie se proclame ouvert à tous les États, « indépendamment de leur régime social et politique ». L'adhésion de nouveaux membres est soumise au consentement des États signataires (art. 9).
Le traité crée un commandement unifié et un comité consultatif politique, où chaque État est représenté et qui se réunit deux fois par an.
Le traité prévoit la création d'un commandement unifié des forces armées dont le commandant en chef est Ivan Koniev. Le statut de ce commandement unifié est présenté en septembre 1955 et place les armées des différents membres sous la tutelle de l'URSS
Les forces armées de la République démocratique allemande sont créées et intégrées au pacte en janvier 1956.
Le traité est établi pour une durée de vingt ans[réf. nécessaire]. Il reste en vigueur pendant les dix années suivantes pour les États qui ne l'ont pas dénoncé. Mais entretemps l'intervention en Tchécoslovaquie en 1968 avait entrainé une modification d'un article du pacte : « le régime politique et social marxiste-léniniste [devenait] obligatoire et irréversible ».
En 1985, il est reconduit pour vingt ans. Mais finalement, en raison de la dislocation de l'URSS, l'organisation du Pacte de Varsovie disparait en 1991.

## Liste des pays signataires
Les huit pays signataires étaient :
- Union des républiques socialistes soviétiques
- République populaire d'Albanie (retrait du pacte le 13 septembre 1968)
- République démocratique allemande
- République populaire de Bulgarie
- République populaire de Hongrie
- République populaire de Pologne
- République populaire roumaine
- République tchécoslovaque.

Un observateur de la république populaire de Chine assistait à la séance.
La république fédérative socialiste de Yougoslavie, pourtant communiste, n'a pas pris part à cette alliance en raison de la politique de neutralité observée par Tito depuis la rupture avec Staline en 1948 et l'indépendance politique vis-à-vis de Moscou qui en découlait.
Les membres de l'alliance se promettaient un secours mutuel en cas d'agression d'un des pays membres. Le pacte s'acheva le 31 mars 1991 et fut officiellement rompu lors d'une rencontre à Prague le 1er juillet de la même année.

## Histoire et rôle du traité

### Genèse
À la fin des années 1940, la vision du monde de Staline est celle d'un monde bipolaire dans lequel la priorité est de consolider le camp socialiste sur son périmètre chèrement acquis grâce à la Seconde Guerre mondiale, i.e. à l'échelle européenne, l'URSS et les sept pays du bloc de l'Est. Il s'agit d'une stratégie avant tout défensive dont le corollaire est un soutien prudent aux Partis communistes d'Europe de l'Ouest.
Dans cette optique, Staline privilégie les relations bilatérales avec les États d'Europe de l'Est. Il instaure bien une coopération politique via le Kominform en 1947 pour contrebalancer son rejet du plan Marshall et rallier autour de l'URSS des dirigeants communistes dont certains ont été tentés d'y participer et dont le pouvoir n'est pas partout définitivement affermi. Mais dès 1950, le Kominform est mis en sommeil. Lorsque les Occidentaux fondent l'OECE pour gérer le plan Marshall et en assurer le succès, il instaure en 1949 une coopération économique au sein du bloc de l'Est via le CAEM. Mais celui-ci demeure une coquille presque vide. Lorsqu'en 1949 les Occidentaux signent le traité de l'Atlantique Nord, Staline n'éprouve pas le besoin de fonder une alliance de sécurité collective à l'Est. Il se méfie des arrangements institutionnels qui permettraient aux dirigeants des pays satellites de revendiquer un statut de partenaire au lieu de demeurer des subordonnés soumis à l'hégémonie russe. Au lieu de réunir les nations d'Europe de l'Est dans une organisation qui pourrait s'avérer difficile à gérer, Staline concentre ses efforts sur des tentatives de déstabilisation et de désunion des Occidentaux, qui ciblent tout particulièrement la France.
Les deux années qui suivent la disparition de Staline en mars 1953 ne voient que peu de changements dans la politique du Kremlin, où Molotov continue de définir la politique étrangère, et où les dirigeants soviétiques sont davantage occupés par les luttes de pouvoir, dont Khrouchtchev émerge finalement vainqueur en janvier 1955.

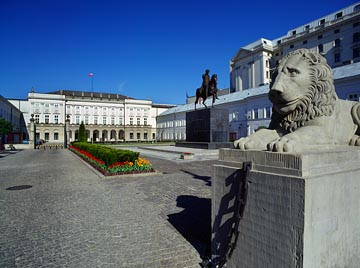
Le palais présidentiel de Varsovie, où fut signé le pacte.

Dans l'échec de la CED en août 1954, les Soviétiques voient un succès de leur approche traditionnelle de déstabilisation par des leviers politiques et de propagande. Lorsqu'en octobre les Occidentaux signent les accords de Paris qui vont permettre à l'Allemagne de l'Ouest de rejoindre l'Organisation du traité de l'Atlantique nord, les Soviétiques réagissent en leur proposant la tenue d'une conférence de sécurité pan-européenne dans la perspective d'une Allemagne neutre réunifiée. Mais les Occidentaux mettent en œuvre inexorablement les accords de Paris, obligeant les Soviétiques à revoir leur stratégie, d'autant que les dirigeants Est-Allemands et Tchécoslovaques se déclarent en novembre 1954 favorables à la création d'une armée est-allemande dans le cadre d'une alliance plurinationale. Début 1955, Khrouchtchev affirme sa prééminence sur la politique extérieure de l'Union soviétique. Il met fin au blocage du traité de paix avec l'Autriche, renoue avec la Yougoslavie de Tito, et entame une offensive diplomatique vis-à-vis des Trois puissances occidentales tout en préparant la création d'une alliance de sécurité collective du bloc de l'Est.
Celle-ci est conclue à Varsovie le 14 mai 1955 dans des termes entièrement dictés par Moscou et dont il est possible de penser qu'à ce stade elle constitue au moins autant une carte dans le jeu diplomatique que la fondation d'une alliance militaire structurée, dans la mesure où les traités bilatéraux signés auparavant entre l'URSS et ses pays satellites d'Europe de l'Est créent déjà des obligations réciproques en matière de coopération et de défense. Au moment de sa signature, le pacte revêt une importance davantage déclaratoire que stratégique. Le traité permet également de renforcer l'emprise de l'URSS sur les différents pays du Bloc de l'Est.

### Structuration progressive du traité
Le dialogue Est-Ouest sur la question allemande, la sécurité collective en Europe et le désarmement est intense en 1955, son point d'orgue étant la conférence des Quatre grands à Genève en juillet. Khrouchtchev annonce en août une réduction unilatérale des armements conventionnels des pays du pacte de Varsovie, de 640 000 hommes pour la seule Union soviétique. Pourtant, aucun accord n'est trouvé sur ces trois dossiers clés entre les protagonistes de la guerre froide. L'espoir de parvenir dans un avenir prévisible à un État allemand réunifié mais neutre, but poursuivi depuis dix ans par la diplomatie soviétique, s'évanouit définitivement. Le 20 septembre 1955, le traité concernant les relations entre l'URSS et la RDA est signé qui assure reconnaissance officielle de l'État est-allemand et autorise le stationnement de forces soviétiques sur son sol.
Aussi les Soviétiques poursuivent-ils en parallèle l'intégration de l'Allemagne de l'Est dans le camp socialiste avec pour effet corollaire de consolider la division de l'Allemagne en deux États, chacun solidement ancré dans un des deux camps. Dans cette optique, la réunion secrète des dirigeants soviétiques et d'Europe de l'Est le 6 janvier 1956 marque un tournant : la décision est prise de doter la RDA d'une armée, la Nationale Volksarmee (NVA), entièrement intégrée dans le pacte de Varsovie, comme la Bundeswehr ouest-allemande l'est dans l'OTAN. Le pacte offre au régime paria est-allemand l'opportunité d'améliorer son statut international et d'exercer une influence croissante sur les négociations au sein du bloc soviétique ; aucun des autres partenaires du pacte, y compris l'Union soviétique, n'a un plus grand intérêt dans sa préservation et sa consolidation que la RDA, son membre le plus faible mais le plus ambitieux.
Le traité fondateur du pacte de Varsovie crée deux instances, le Comité politique consultatif (CPC) et le Commandement unifié des forces armées. Selon le texte du traité, le CPC est responsable de la gestion de l’ensemble de l’organisation du pacte dans les domaines politique, économique et culturel, et donc aussi de la décision de la conclusion d’une alliance. Le premier commandant en chef est le maréchal Koniev.
La première réunion du CPC a lieu en janvier 1956 à Prague. Elle officialise la création de la NVA et son incorporation dans les forces armées du pacte, et complète le dispositif organisationnel du pacte par la création d'une Commission permanente, chargée de « l'élaboration de recommandations sur les questions de politique étrangère » et d'un Secrétariat commun, organe exécutif de l'alliance. L'importance de cet organe est mise en évidence par le fait que le chef d'état-major du Commandement unifié, toujours un général soviétique, le dirige également.
Les crises de 1956 en Pologne et en Hongrie font passer au second plan le pacte, même si l'annonce par Imre Nagy de la décision que la Hongrie quitte le pacte fournit une justification supplémentaire à l'intervention soviétique à Budapest. La deuxième réunion du CPC n'a lieu qu'en mai 1958 alors que Khrouchtchev a consolidé son pouvoir en URSS, bénéficie des succès spatiaux russes et du développement de ses forces nucléaires, et souhaite appuyer ses initiatives diplomatiques par l'unité démontrée du bloc de l'Est, un temps mise à mal en 1956. Aussi, Khrouchtchev redonne-t-il une visibilité et un rôle accrus au pacte, ainsi qu'au CAEM, lui aussi peu actif depuis sa création.

### Rôle politique et militaire du traité d'amitié, de coopération et d'assistance mutuelle à partir de 1958

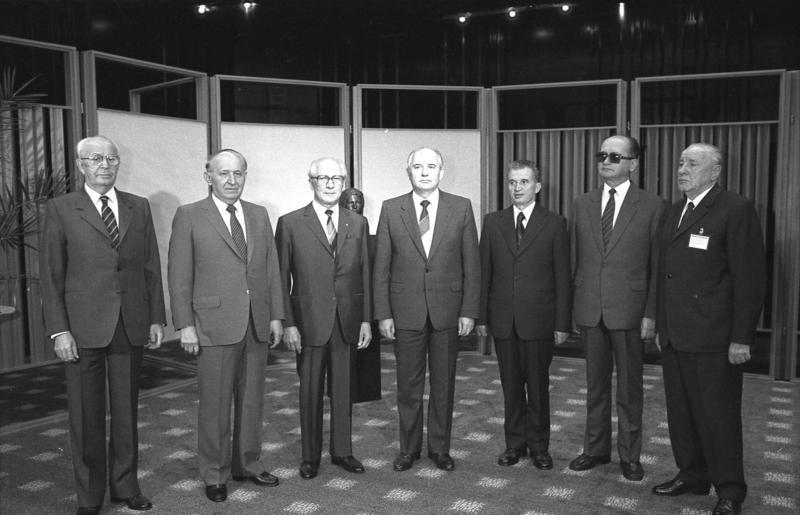
Photographie des dirigeants de l'Europe de l'Est lors d'un sommet du pacte de Varsovie : Gustáv Husák, Todor Jivkov, Erich Honecker, Nicolae Ceaușescu, Wojciech Jaruzelski, János Kádár et Mikhaïl Gorbatchev au centre, en 1987.

Le pacte de Varsovie est avec les conférences des Partis communistes et le Conseil d’assistance économique mutuelle, l’un des trois piliers sur lesquels repose l’ordre politique, militaire, social et économique du bloc de l'Est.
La double fonction du pacte de Varsovie est bien plus évidente après les crises de 1956 qu'au moment de la signature du traité. Le pacte de Varsovie est, d'une part, une alliance militaire tournée vers l'extérieur des pays du bloc de l'Est et, d'autre part, un instrument tourné vers l'intérieur pour maintenir la domination politique soviétique sur les satellites d'Europe de l'Est.
Cette dimension de politique intérieure est devenue fondamentale, comme le démontre le fait que le Comité politique consultatif, qui devait se réunir au moins deux fois par an au niveau ministériel, se réunit depuis 1958 de façon irrégulière, sur convocation soviétique, mais au niveau des Secrétaires généraux des Partis, les plus hauts dirigeants de l'Est. Toutefois, comme le craignait Staline, ces réunions sont loin au fil des années d'être de pure forme, les débats y sont parfois intenses et peuvent aller jusqu'à des désaccords formellement exprimés avec la politique voulue par Moscou. Le poids de l'URSS est tel que les décisions finales de compromis ou non lui appartiennent, mais la RDA les influence lourdement, et l'Albanie comme la Roumanie finissent par se détacher de l'alliance.
Les structures militaires définitives du pacte ne sont définies et mises en place qu'en 1968 et 1969. Un Comité des ministres de la Défense de tous les États membres, est créé pour des raisons d'affichage et ne joue qu'un rôle mineur. Les ministres exercent une double fonction de commandant en chef de leurs armées nationales et de commandant en chef adjoint des forces armées unies du pacte de Varsovie. De 1956 à 1990, le CPC est réuni vingt-quatre fois.
Les forces du pacte de Varsovie sont utilisées lors du Printemps de Prague de 1968, quand elles envahissent la République socialiste tchécoslovaque pour mettre un terme à la réforme démocratique mise en œuvre par le gouvernement.
Ces faits mirent en lumière une nouvelle politique menée par l'URSS concernant le pacte. La doctrine Brejnev stipule, d'ailleurs : « Quand des forces hostiles au socialisme cherchent à faire dévier des pays socialistes vers le capitalisme, cela devient un problème, non seulement de la nation intéressée, mais un problème commun à tous les pays socialistes ». Il y avait contradiction avec l'article du traité ouvrant le pacte à tout État indépendamment de son régime politique et social[réf. nécessaire].
En réaction à l'invasion de la Tchécoslovaquie le mois précédent par l'URSS, la Bulgarie, la RDA, la Pologne et la Hongri, l'Albanie se retire du pacte le 13 septembre 1968. L'Albanie cesse de participer aux travaux du pacte en 1961, ce retrait étant rendu possible par l'isolement géographique du pays par rapport aux autres membres du pacte, puisque l'Albanie ne partage ses frontières qu'avec la Grèce et la Yougoslavie.
La république populaire de Chine, dont un observateur participait aux séances du pacte, cesse d'être représentée en 1961.
Après la crise des missiles de Cuba de 1962, la république socialiste de Roumanie informe secrètement les États-Unis qu'elle compte rester neutre en cas de guerre nucléaire. Les nations appartenant à l'OTAN et au pacte de Varsovie ne se sont jamais affrontées directement dans un conflit armé, mais se sont combattues indirectement dans le cadre de la guerre froide durant plus de 35 ans.

### Démantèlement
En décembre 1988, Gorbatchev abandonne la doctrine Brejnev et octroie davantage de liberté de choix aux États est-européens, en espérant tout de même pouvoir préserver l'existence d'un camp socialiste tout en le modernisant et en sortant de la logique de guerre froide en raison du poids du complexe militaro-industriel soviétique sur le système économiquement à bout de souffle de l'URSS, moins souple que ceux des Etats-Unis et de pays de l'Europe de l'Ouest.
Le 3 octobre 1990, lors de la réunification de l’Allemagne, l’ex-RDA est le premier membre du traité à intégrer l’OTAN. La RDA s’est officiellement retirée du traité le 30 septembre 1990, trois jours avant la réunification allemande. Pour s’assurer de l’accord soviétique à une entrée de l’Allemagne réunifiée dans l’OTAN, il est décidé qu’aucune troupe étrangère, qu'aucune arme nucléaire ne seraient stationnées à l’est. 
Quand il apparut que l'URSS n'emploierait plus la force pour imposer sa politique, il s'ensuivit une série de changements politiques rapides. Les nouveaux gouvernements de l'Europe orientale ne soutinrent plus la politique du traité et, en janvier 1991, la Tchécoslovaquie, la Hongrie et la Pologne annoncent leur retrait du traité pour le 1er juillet. La Bulgarie, État traditionnellement proche de la Russie, n’annonce se retirer qu'en février 1991, lorsqu'il apparut que le traité était définitivement mort.
L'URSS reconnut l'état de fait et le traité est officiellement dissout lors d'une réunion à Prague le 1er juillet 1991. 
Par la suite, dans les années 1990, l'ensemble des pays membres du Pacte intégrent l'OTAN à l'exception de la Russie,.

## Forces soviétiques en Europe de l'Est

### Organisation des forces soviétiques

Axes possibles d'attaque en cas d'offensive du pacte de Varsovie contre l'Allemagne de l'Ouest si la situation avait dégénéré en Troisième Guerre mondiale à travers la trouée de Fulda et la plaine d'Allemagne du Nord. Sur le territoire de l’Allemagne de l’Est sont indiquées les armées du groupement des forces armées soviétiques en Allemagne.

À la fin de la Seconde Guerre mondiale, les Soviétiques réorganisent leurs armées dans les territoires occupés, en remplaçant les « fronts » par des « Groupes de forces » :
- Le « Groupe des forces soviétiques en Allemagne » (1949-1988) (russe : Группа советских войск в Германии, ГСВГ) rebaptisé Groupe « Ouest » en 1989, stationné dans la zone soviétique d'occupation de l'Allemagne
- Le Groupe « Central » en Autriche et en Hongrie de 1945 à 1955, qui sera réactivé à partir de 1968 en Tchécoslovaquie ; durant cette seconde période, il compte environ 85 000 hommes, organisés en cinq divisions et des unités de missiles nucléaires
- Le Groupe « Nord » en Pologne
- Le Groupe « Sud » en Roumanie, de 1945 à 1958, et en Hongrie[12].

### Forte présence des troupes soviétiques en RDA
La zone d'occupation soviétique en Allemagne (allemand : Sowjetische Besatzungszone (SBZ) or Ostzone; russe : Советская оккупационная зона Германии, Sovetskaya okkupatsionnaya zona Germanii, « Soviet Occupation Zone of Germany ») est l'une des quatre zones d'occupation de l'Allemagne par les Alliés à la chute du IIIe Reich en mai 1945. Cette zone devient la République démocratique allemande le 7 octobre 1949. Appliquant en cela les accords de Potsdam, cette zone était entièrement sous contrôle d'une Administration soviétique, connue sous l'acronyme SMAD (allemand : Sowjetische Militäradministration in Deutschland).
La SMAD autorise quatre partis politiques, à qui est fait obligation de constituer ensemble une coalition. En avril 1946, le Parti social-démocrate d'Allemagne (SPD) et le Parti communiste d'Allemagne (KPD) fusionnent pour former le Parti socialiste unifié d'Allemagne SED qui devient plus tard le parti de gouvernement de la RDA. Le NKVD puis le MVD installent des camps spéciaux, sous contrôle soviétique, dans leur zone d'occupation en Allemagne, de mai 1945 à mars 1950, parfois en utilisant d'anciennes installations de camps de concentration nazis.
Staline veut initialement faire tomber la totalité de l'Allemagne sous son contrôle, mais il se rend rapidement compte que les Alliés occidentaux ne laisseront pas faire. Il semble qu'il n'ait jamais envisagé l'option militaire pour atteindre cet objectif, malgré la supériorité des forces conventionnelles soviétiques. Les forces armées Soviétiques stationnées en Allemagne constituent pendant toute la guerre froide la menace la plus importante à laquelle l'OTAN se prépare à faire face en cas de guerre. Une partie de ces forces y demeure selon les accords passés en 1991 de réunification de l'Allemagne à la suite de la chute des régimes communistes jusqu'en 1994.
En 1957, un accord entre l'Union soviétique et la RDA donne un cadre légal à la présence du Groupe des Forces Soviétiques en Allemagne. Cet accord précise que ces forces ne doivent pas interférer dans les affaires internes de l'Allemagne de l'Est, comme cela avait été le cas lors des émeutes de 1953 à Berlin. En 1991, elles sont fortes de 338 000 hommes au sein de 24 divisions, organisées en cinq armées blindées et d'une armée aérienne, comptant environ 4 200 tanks, 690 avions et 180 lanceurs de missiles à capacité nucléaire. Le commandement de ces forces d'élite est confié à de prestigieux maréchaux, comme Gueorgui Joukov, Vassili Sokolovski, Vassili Tchouïkov, Andreï Gretchko, qui deviennent pour certains Ministre de la Défense de l'Union soviétique.

## Puissance militaire
| Pays               | Forces du pays | Forces soviétiques stationnées dans le pays | Groupe de forces soviétiques | Notes                                                         |
| ------------------ | -------------- | ------------------------------------------- | ---------------------------- | ------------------------------------------------------------- |
| Allemagne de l'Est | 173 000        | 380 000                                     | Groupe de forces Ouest       |                                                               |
| Bulgarie           | 117 000        |                                             |                              |                                                               |
| Hongrie            | 91 000         | 65 000                                      | Groupe de forces Sud         | Retrait de 45 000 soldats soviétiques terminé le 19 juin 1991 |
| Pologne            | 412 000        | 40 000                                      | Groupe de forces Nord        | Retrait russe terminé le 17 septembre 1993                    |
| Roumanie           | 171 000        |                                             |                              |                                                               |
| Tchécoslovaquie    | 200 000        | 70 000                                      | Groupe de forces Centre      | Retrait soviétique terminé le 27 juin 1991                    |
| TOTAL              | 1 164 000      | 555 000                                     |                              |                                                               |

Le dispositif du traité constitue, encore de nos jours, le plus formidable déploiement de forces militaires en temps de paix et était largement en supériorité numérique sur les forces de l’OTAN.
L’armée soviétique est de très loin la plus puissante des forces du traité. Elle déploie sur le territoire de ses alliés quatre groupement de forces, le plus important étant le groupement des forces armées soviétiques en Allemagne, les autres étant le groupe des forces du nord (Pologne), le groupe des forces centrales (Autriche jusqu’en 1955, Tchécoslovaquie, Hongrie) et le groupe des forces du sud (Balkans).

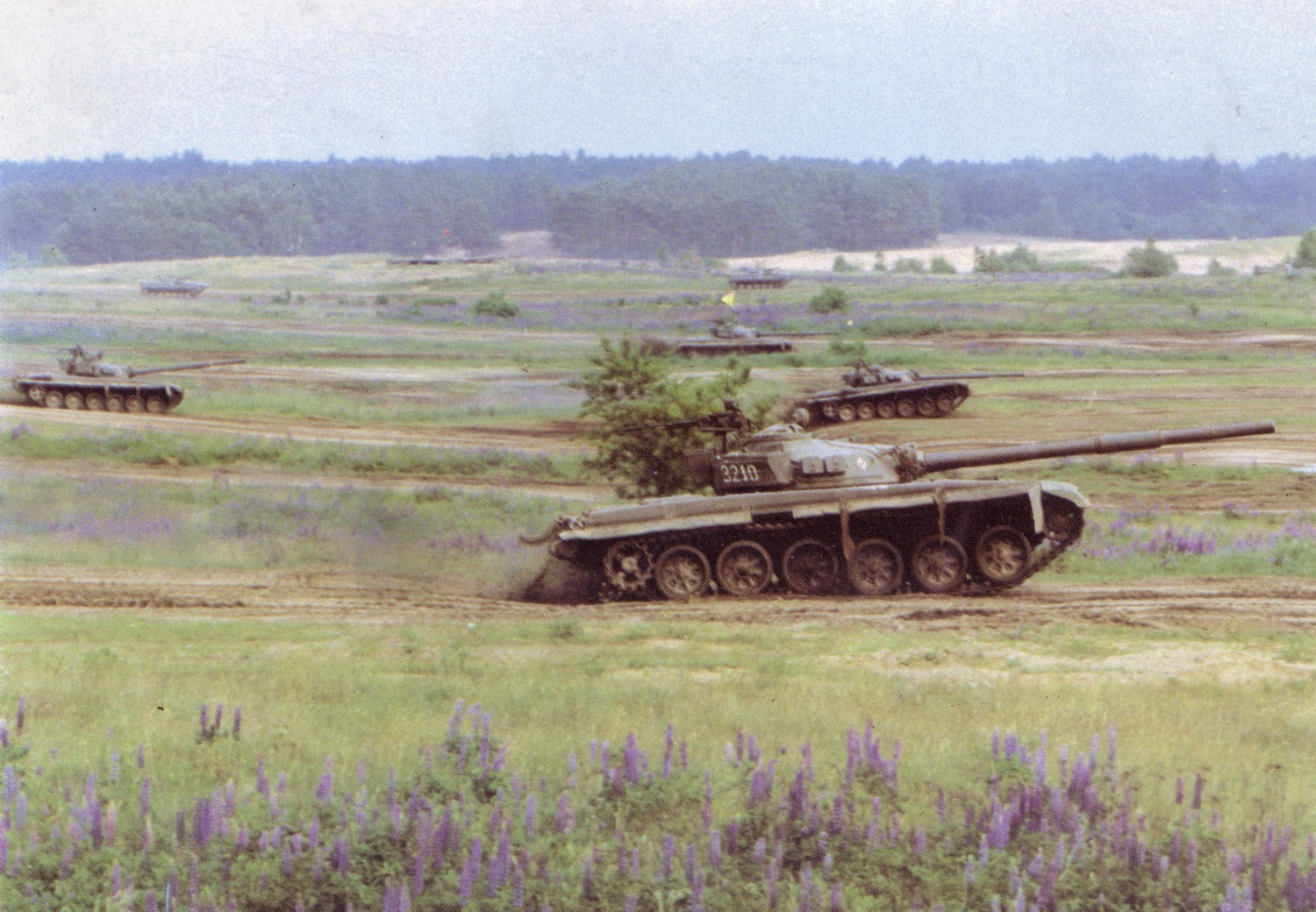
T-72 de l'armée polonaise.

Sur les 866 400 km2 que représentent les superficies du Benelux, de l'Allemagne de l'Ouest, de la RDA, de la Pologne et de la Tchécoslovaquie qui constituent le théâtre Centre-Europe étaient concentrés dans les années 1980 plus de 90 000 engins blindés de toute nature (dont 69 000 pour le pacte de Varsovie), plus de 21 000 pièces d’artillerie (dont 17 000 pour le pacte de Varsovie), environ 6 000 avions tactiques (dont 4 000 pour le pacte de Varsovie), et 130 divisions (dont 95 pour le pacte de Varsovie).
En 1991, à la veille de sa dissolution, le pacte de Varsovie alignait dans la seule zone « ATTU » (Atlantic To The Urals - de l'Atlantique à l'Oural), 2 365 700 militaires, 105 480 blindés dont 33 870 chars de combat répartis en 145 divisions et autres unités. La défunte Nationale Volksarmee de la RDA ne faisait déjà plus partie du traité.
|  |  |

## Le passage des anciens membres du pacte à l'OTAN
Le 12 mars 1999, des pays anciennement membres du pacte de Varsovie (Tchéquie, Hongrie et Pologne) rejoignirent l'OTAN. En 2004, l’Estonie, la Lettonie, la Lituanie, la Bulgarie, la Roumanie, la Slovaquie et la Slovénie, cette dernière n’ayant jamais fait partie de la sphère d’influence de l’URSS, rejoignirent l'OTAN. Ces faits furent très mal perçus par Moscou qui y vit une pénétration occidentale dans sa « sphère d'influence ».
Il apparaît en réalité que le Kremlin n'a jamais accepté de ne plus être l’égal de Washington et de perdre le contrôle des États limitrophes sur lesquels il considère toujours avoir un droit de veto sur leurs orientations stratégiques respectives.

## Galerie

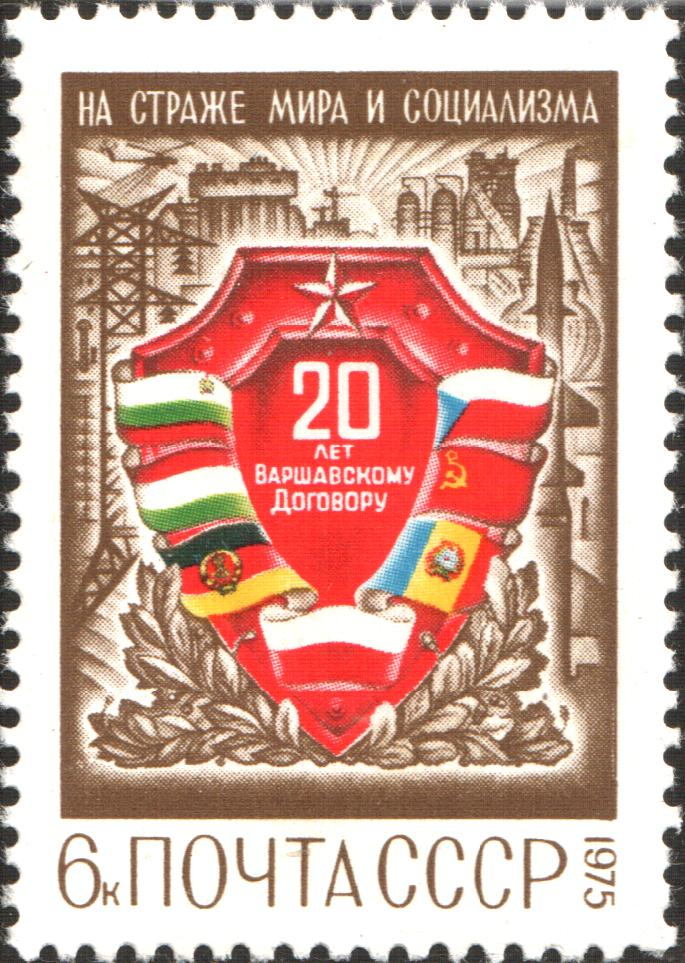
Timbre soviétique sorti en 1975 pour les 20 ans du pacte.